# Canan
Canan ist ein türkischer, überwiegend weiblicher Vorname persischer Herkunft mit der (weiblichen) Bedeutung „Geliebte“. Der Name entstammt der persischen Sprache und heißt wörtlich „Seelen“ (dschan = Seele, pl. Dschanan). Er wird auch als Metapher für die Geliebte verwandt.

## Verbreitung
Der Name wird in Deutschland seit der Jahrtausendwende regelmäßig vergeben, er ist aber nicht sonderlich beliebt. In den letzten 10 Jahren wurden etwa 160 Mädchen so genannt. In der Schweiz tragen 237 Personen diesen Namen (Stand 2022). Canan kommt in Österreich seit Ende der 1980er Jahre vor, der Name wird aber nicht oft gewählt.
In der Türkei zählte der Name von 1980 bis Ende der 1990er Jahre zu den Top-100. Die beste Platzierung belegte er in diesem Zeitraum mit dem 37. Platz im Jahr 1988.
Der Name Canan ist in den Niederlanden seit Ende der 1960er Jahre in der Namensgebung anzutreffen und wird alljährlich vergeben. Er ist aber nicht verbreitet. In Frankreich wurde er von Mitte der 1970er Jahre bis zu Jahrtausendwende regelmäßig bei der Namenswahl berücksichtigt. Außerdem ist die Vergabe in Belgien, Dänemark, England, Schottland, den USA und Kanada nachgewiesen.

## Namensträgerinnen
- Canan Arin (* 1942), türkische Rechtsanwältin und Frauenrechtlerin
- Canan Atalay (* 1990), türkische Schauspielerin
- Canan Bayram (* 1966), deutsche Politikerin türkischer Herkunft
- Canan Büyrü (* 1972), deutsche Journalistin und Moderatorin
- Canan Can (* 1965), deutschsprachige türkische Autorin
- Canan Gerede (* 1948), türkische Filmregisseurin und Drehbuchautorin
- Canan Kaftancıoğlu (* 1972), türkische Politikerin
- Canan Kir (* 1987), deutsch-türkische Schauspielerin
- Canan Samadi (* 1987), deutsche Schauspielerin
- Canan Topçu (* 1965), deutsche Journalistin und Autorin türkischer Herkunft

## Namensträger (Familienname)
- Samuel Canan (1898–1964), US-amerikanischer Marineoffizier